# Denise Gaudin
Pour les articles homonymes, voir Gaudin.
Denise Gaudin, née le 22 septembre 1923 à Paris en Île-de-France, et morte le 22 août 2016 à Cricquebœuf dans le Calvados, est une patineuse artistique française. Elle est également connue sous le nom de Denise Favart du nom de son époux et partenaire sportif Jacques Favart.

## Biographie

### Carrière sportive en individuel
Denise Favart commence les compétitions de patinage dans la catégorie féminine. Elle est vice-championne de France lors des championnats de France 1942, derrière Denise Fayolle. Ce sont les seuls championnats nationaux organisés pendant la Seconde Guerre mondiale, 
En 1944, elle épouse le patineur Jacques Favart, avec qui elle entame une carrière en couple artistique après la guerre.
On peut noter que son frère Paul Gaudin (1920-1989) est également patineur et devient champion de France de la catégorie masculine en 1946.

### Carrière sportive en couple artistique
Denise Gaudin & Jacques Favart vont commencer les compétitions en couple artistique après la guerre. Ils deviennent quadruple champions de France entre 1946 et 1949, et participent successivement à cinq grandes compétitions internationales : 
- les championnats d'Europe de 1947 à Davos (8e)
- les championnats du monde de 1947 à Stockholm (10e)
- les Jeux olympiques d'hiver de 1948 à Saint Moritz (14e)
- les championnats du monde de 1949 à Paris (10e)
- les championnats du monde de 1950 à Londres (12e)

Son époux poursuit ensuite une carrière au sein de l'ISU dont il deviendra son président.

## Palmarès
| Compétitions en couples                                                          | 1940 | 1941 | 1942 | 1943 | 1944 | 1945 | 1946 | 1947 | 1948 | 1949 | 1950 |  |  |  |
| Jeux olympiques d'hiver                                                          | JA   |      |      |      | JA   |      |      |      | 14e  |      |      |  |  |  |
| Championnats du monde                                                            | CA   | CA   | CA   | CA   | CA   | CA   | CA   | 10e  | F    | 10e  | 12e  |  |  |  |
| Championnats d’Europe                                                            | CA   | CA   | CA   | CA   | CA   | CA   | CA   | 8e   |      |      |      |  |  |  |
| Championnats de France                                                           | CA   | CA   |      | CA   | CA   | CA   | 1re  | 1re  | 1re  | 1re  | F    |  |  |  |
|                                                                                  |      |      |      |      |      |      |      |      |      |      |      |  |  |  |
| Compétitions en Individuel                                                       | 1940 | 1941 | 1942 | 1943 | 1944 | 1945 | 1946 | 1947 | 1948 | 1949 | 1950 |  |  |  |
| Championnats de France                                                           | CA   | CA   | 2e   | CA   | CA   | CA   |      |      |      |      |      |  |  |  |
| Légende : F = Forfait ; JA = Jeux olympiques annulés ; CA = Championnats annulés |      |      |      |      |      |      |      |      |      |      |      |  |  |  |